# Drierite
Le drierite est le nom de marque d'une variété de produits dessiccatifs fabriqués à Xenia en Ohio aux États-Unis par la compagnie W.A.Hammond Drierite Co Ltd.

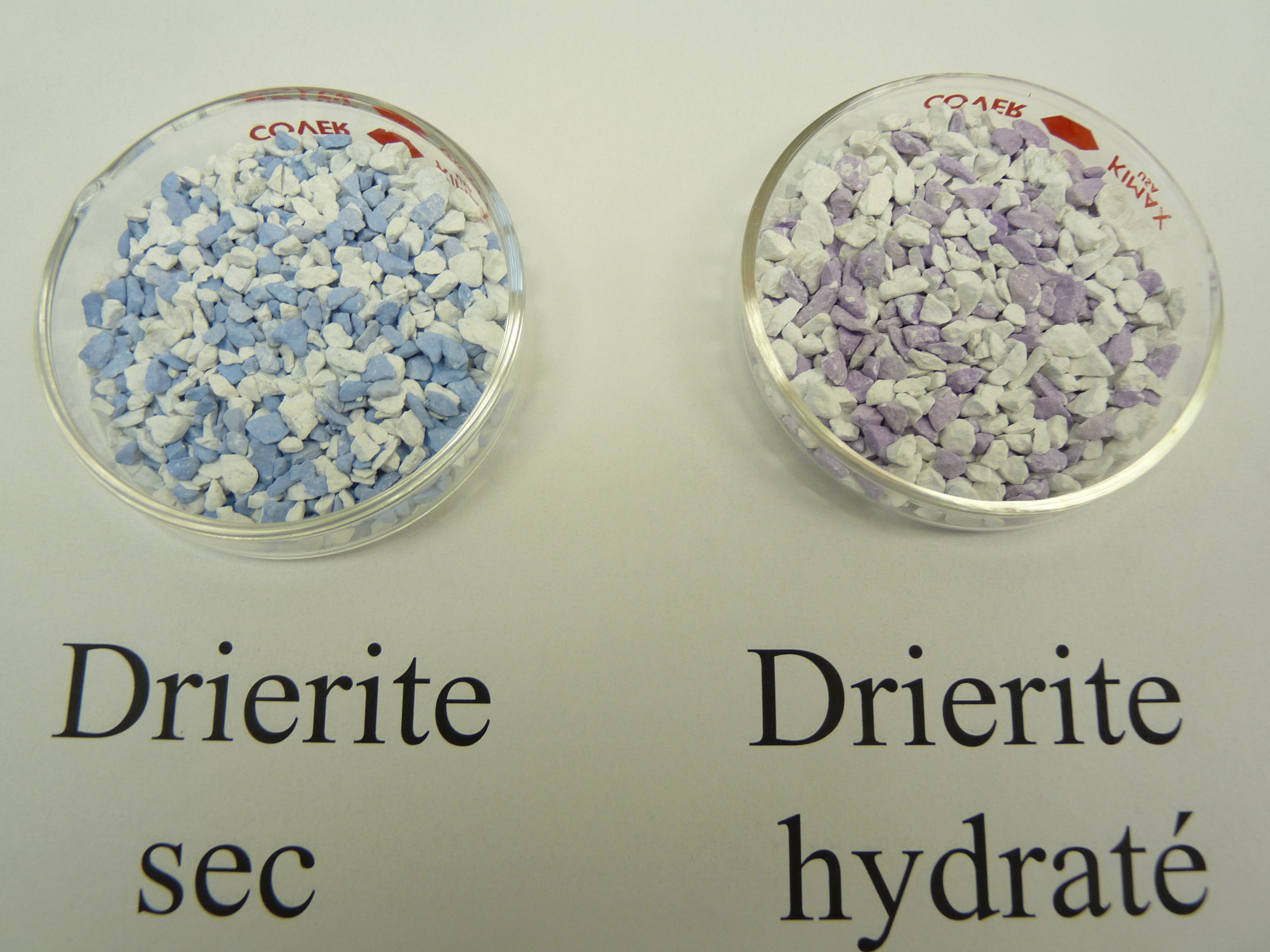
Le drierite bleu à gauche est sec. Le drierite violet à droite est hydraté.

Le drierite régulier est composé d'environ 99,5 % de  sulfate de calcium (CaSO4). L'autre drierite (indicateur d'humidité) contient environ 98 % CaSO4 et 2 % de CoCl2. Le drierite agit en tant que dessiccatif, c'est-à-dire de substance qui a pour but de dessécher. Le second type de drierite est de couleur bleue lorsqu'il est sec et change à la couleur violette lorsqu'il est hydraté. Ce changement de couleur indique qu'il doit être remplacé. On peut alors le régénérer en l'étuvant à 210 °C pendant une heure.